# Meloboris neglecta
Meloboris neglecta är en stekelart som först beskrevs av Heinrich Habermehl 1923.
Meloboris neglecta ingår i släktet Meloboris och familjen brokparasitsteklar. Inga underarter finns listade i Catalogue of Life.